# Małgorzata Cebo-Foniok
Małgorzata Cebo-Foniok (ur. 1 kwietnia 1959 w Warszawie) – wydawczyni, wiceprezeska i redaktorka naczelna Wydawnictwa Amber, tłumaczka i krytyczka literatury francuskiej i angielskiej (członkini Stowarzyszenia Pisarzy Polskich i Stowarzyszenia Tłumaczy Polskich).
Żona Zbigniewa Fonioka – twórcy, prezesa i dyrektora Wydawnictwa Amber.

## Edukacja
Dzieciństwo spędziła na warszawskiej Sadybie. Jako trzynastolatka wyjechała do Francji, gdzie uczyła się w College Saint–Joseph w Thônes, zwanym „Małą Sorboną”. W 1982 ukończyła filologię romańską na Uniwersytecie Warszawskim.

## Życie zawodowe do 1991 roku
W latach 1983–1985 asystentka reżysera w Teatrze Dramatycznym, Teatrze Studio w Warszawie i w zespole teatralnym Instytutu Francuskiego, u boku Witolda Skarucha (Lato w Nohant Jarosława Iwaszkiewicza, Oni Witkacego) i Tadeusza Łomnickiego. Dokonała adaptacji korespondencji Fryderyka Chopina i George Sand, i wyreżyserowała spektakl z Zofią Saretok i Markiem Kondratem. W latach 1985–1986 kierownik literacki w Teatrze na Woli i Teatrze Kwadrat w Warszawie. W latach 1985–1990 stale współpracowała z redakcją literacką III Programu Polskiego Radia (cotygodniowe felietony poświęcone literaturze francuskiej). W latach 1986–1988 redaktorka w „Tygodniku Kulturalnym”, odpowiedzialna za literaturę obcą. W latach 1981–1990 publikowała recenzje teatralne i literackie, wywiady i przekłady fragmentów prozy francuskiej w tygodniku „Ład” i miesięczniku „Scena”. W latach 1986–1990 współpracowała z IV Programem Polskiego Radia.
Od 1986 tłumaczy literaturę francuską (m.in. powieści uhonorowane nagrodami: Goncourtów, Renaudot i Inter). Otrzymała stypendia: 1998 – Ministerstwa Kultury i Sztuki dla Młodego Twórcy, 1990 – Ministerstwa Spraw Zagranicznych Francji za propagowanie najnowszej literatury francuskiej w Polsce, 1991 – Ambasady Francji za promowanie kultury francuskiej w Polsce. Od 1988 roku członkini Stowarzyszenia Tłumaczy Polskich, od 1992 roku – Stowarzyszenia Pisarzy Polskich.

## Działalność wydawnicza od 1991 roku
Od początku 1991 roku współtworzy z mężem Zbigniewem Foniokiem program Wydawnictwa Amber jako redaktorka naczelna, inicjująca i prowadząca. W 1992 roku stworzyła serię literatury francuskiej Heksagon, w 1993 roku Srebrną Serię - światowych najwybitniejszych bestsellerów thrillerów dla wymagających czytelników (John Grisham, Michael Crichton), w 1994 roku Złotą Serię - światowych wydarzeń literackich - od noblistów: Williama Goldinga, Isaaca Bashevisa Singera i Kenzaburō Ōe, przez Pata Conroya, Italo Calvino, laureatów nagrody Bookera: Kingsleya Amisa i Roddy Doyle’a, zdobywców Pulitzera: Jamesa Michenera i Jane Smiley po Kurta Vonneguta oraz Wasilija Aksionowa.
W latach dziewięćdziesiątych wprowadziła do Polski światowe nowatorskie poradniki motywacyjne, biznesowe i zdrowotne (1000-stronicowy Wielki poradnik medyczny, Cud melatoniny, Twoje serce). Poradnikami dietetycznymi zainaugurowała propagowanie zdrowego jedzenia (Dieta Omega, Biblia żywności i żywienia). Pod koniec lat dziewięćdziesiątych wydała 112 tomów serii albumowych – historycznych i poświęconych historii sztuki użytkowej (Historia świata, Zaginione cywilizacje, Skarby świata, II Wojna światowa, Mity i ludzkość, Jak wyglądało życie). 
W roku 2006 wydane przez nią debiuty Chemia śmierci Simona Becketta, Sprawiedliwość owiec Leonie Swann i Trzynasta opowieść Diane Setterfield, odniosły spektakularne sukcesy. W następnych latach nadal konsekwentnie wprowadzała do Polski nowe światowe trendy literatury popularnej (Pamiętniki wampirów, Niezgodna, kolorowanki dla dorosłych). W 2016 roku wypromowała Sebastiana Fitzka, niemieckiego mistrza thrillera psychologicznego nr 1. W 2018 roku reaktywowała stworzonego w 2004 AMBERKA – bestsellerowe, pięknie ilustrowane książki dla dzieci 3-5 lat, między innymi serie z Misiem Tulisiem, Za dużo marchewek, Jak schować Lwa oraz kultowe Żyrafy nie umieją tańczyć i olśniewający debiut Odwagi, zajączku.
Małgorzata Cebo-Foniok tworzy program wydawniczy Wydawnictwa Amber i nadaje formę graficzną książkom, projektuje okładki i materiały reklamowe. W 2004 w opublikowanym przez „Home & Market” „Rankingu 100 największych firm zarządzanych przez kobiety” zajęła 19. miejsce.

## Tłumaczenia
- Yann Queffélec, Barbarzyńskie zaślubiny, Państwowy Instytut Wydawniczy 1985, 1990
- Tahar Ben Jelloun, Dziecko z piasku; Święta noc, Państwowy Instytut Wydawniczy 1990
- François Joly, Be-bop dla Loli, Wydawnictwo Orbita 1991
- René Depestre, Hadriana moich marzeń, Wydawnictwo Amber 1992
- Daniel Pennac, Mała handlarka prozą, Wydawnictwo AMBER 1992, 1997
- Georges Duby Historia życia prywatnego. T. 3. Od renesansu do oświecenia, Zakład Narodowy im. Ossolińskich 1999, 2005
- Frédéric Lenoir Serce z kryształu, Wydawnictwo AMBER 2015
- Brendan Wenzel, A każdy widział kota, Wydawnictwo AMBER 2018
- Katy Hudson, Za dużo marchewek, Wydawnictwo AMBER 2018
- Sharon Rentta, Słoniątko Trąbiątko w przedszkolu, Wydawnictwo AMBER 2018
- David Melling, Miś Tuliś idzie do przedszkola, Wydawnictwo AMBER 2018
- Jennie Poh, Wielka przygoda Jeżyka, Wydawnictwo AMBER 2018
- David Melling, Święta Misia Tulisia, Wydawnictwo AMBER 2018
- Helen Stephens, Jak schować Lwa przed Babcią, Wydawnictwo AMBER 2018
- Sharon Rentta, Dzień w Zwierzaczkowie: pora na doktora, Wydawnictwo AMBER 2018
- Katy Hudson, Za dużo zimowych zabaw, Wydawnictwo AMBER 2018
- Marsha Diane Arnold, Mogę wejść?, Wydawnictwo AMBER 2019
- Lorna Scobie, Kotki, koty, kocury, Wydawnictwo AMBER 2019
- Nicola Kinnear, Odwagi, zajączku, Wydawnictwo AMBER 2019
- Kurt Cyrus, Gdzie jest kameleon?, Wydawnictwo AMBER 2019
- Craig Smith, Osiołek Wesołek, Wydawnictwo AMBER 2019
- Sharon Rentta, Na lotnisku w Zwierzaczkowie, Wydawnictwo AMBER 2019
- Matt Robertson, SuperStaś, Wydawnictwo AMBER 2019
- Katy Hudson, Wyścig po Złotego Żołędzia, Wydawnictwo AMBER 2019
- David Melling, Kochamy Cię, Misiu Tulisiu, Wydawnictwo AMBER 2019
- Sandra Dieckmann, Wróć, mój Wilku, wróć!, Wydawnictwo AMBER 2019
- David Melling, Nie martw się, Misiu Tulisiu, Wydawnictwo AMBER 2019
- Marsha Diane Arnold, Najpiękniejszy ogródek Borsuka, Wydawnictwo AMBER 2020
- Eoin McLaughlin, Tajny Agent Słoń, Wydawnictwo AMBER 2020
- Thom Rooke, Jak podróżują wirusy, bakterie i inne zarazki, Wydawnictwo AMBER 2020
- David Melling, Miś Tuliś bawi się w chowanego, Wydawnictwo AMBER 2020
- Katy Hudson, Za doskonały tort urodzinowy, Wydawnictwo AMBER 2020
- Nicola Kinnear, Ciii… Cichutko!, Wydawnictwo AMBER 2020
- Helen Stephens, Jak schować Lwa w Święta, Wydawnictwo AMBER 2020
- David Melling, Umykający całusek, Wydawnictwo AMBER 2020
- Lorna Scobie, Królik! Króliki! Króliczki!, Wydawnictwo AMBER 2021
- Sharon Rentta, Wyprawy zwierząt odkrywców: Tygrysek Tolek nurkuje, Wydawnictwo AMBER 2021
- David Melling, Śpij dobrze, dobry rycerzu, Wydawnictwo AMBER 2021
- Britta Teckentrup, Niebieski i Żółty, Wydawnictwo AMBER 2021

## Nagrody
- Srebrna Łuska 1991 – nagroda czytelników „Przekroju” dla najlepszego kryminału - Milczenie owiec Thomasa Harrisa[4][5]
- Srebrna Łuska 1994 - nagroda czytelników „Przekroju” dla najlepszej powieści sensacyjno-kryminalnej roku - Dzień Szakala Fredericka Forsytha[6]
- Wielki Kaliber Empiku 2006 dla najlepszego zagranicznego kryminału - ''Sprawiedliwość owiec'' Leonie Swann[7]
- As Empiku 2007 dla najlepszej książki z fantastyki - ''Dzieci Húrina'' J.R.R. Tolkiena[8]
- Mądra Książka Roku 2018 (przyznawana przez Uniwersytet Jagielloński, portal Mądre Książki i Fundację Euklidesa) - Oszustwa pamięci Julii Shaw[9]